# Gerard III van Gelre

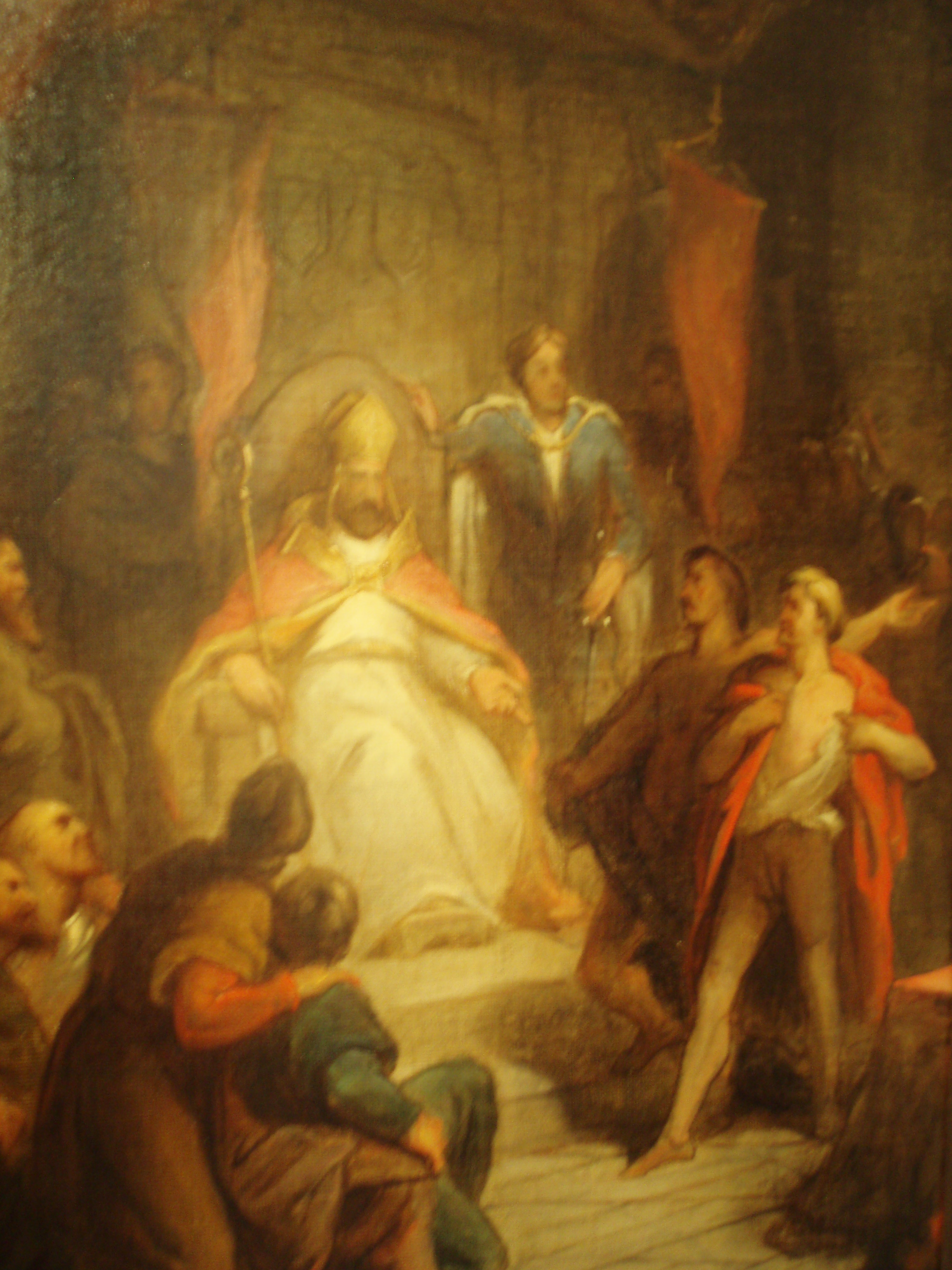
Gerard laat de verwondingen, die hij in de Slag bij Ane heeft opgelopen, zien aan Bisschop Wilbrand van Oldenburg.

Gerard III (IV) (V) van Gelre (ca 1185 - 22 oktober 1229, begraven in de Munsterkerk te Roermond was graaf van Gelre en Zutphen van 1207 tot 1229.

## Genealogie
Hij was een zoon van graaf Otto I en Richarda van Beieren en wordt ook wel aangeduid als Gerard IV of Gerard V. In januari 1206 huwde hij met Margaretha van Brabant, dochter van hertog Hendrik I van Brabant.
Gerard was vader van:
- Margaretha, verloofd met heer Dirk II van Valkenburg, maar uiteindelijk getrouwd met graaf Willem IV van Gulik (-1278)
- Otto II (-1271)
- Hendrik (-1285), bisschop van Luik
- Richardis, gehuwd met graaf Willem IV van Gulik (-1278).

## Biografie
Gerard had in eerste instantie zeer veel invloed aan het hof van keizer Frederik II, maar raakte later met hem in conflict, waarna de keizer Roermond in 1213 verwoestte. Dit was een incident en later werd de relatie met Frederik II beter. In 1220 kreeg hij toestemming van Frederik II om de tol bij Arnhem te verplaatsen naar Lobith, wat economisch een succes werd en een van de beste inkomstenbronnen werd van de graaf. Tussen 1224 en 1229 groeide Roermond uit tot een stad, daarvoor was het niet meer dan een handelsnederzetting. Gerard stichtte vervolgens de Munsterabdij en gaf Roermond stadsrechten (ca.1229).
Met bisschop Otto van Lippe van Utrecht had hij strijd over Salland, maar kort daarna steunde hij deze tegen Drenthe.

### Slag bij Ane
Tijdens de Slag bij Ane in 1227 werd hij gevangengenomen, en toch weer vrijgelaten door een smoes. Gerard III vroeg aan de Drentse edelman die hem gevangen hield een tijdelijke vrijheid om de nieuwe Utrechtse bisschop mee te kunnen verkiezen, omdat immers de vorige gedood was bij Ane. Als erewoord beloofde Gerard plechtig weer terug te keren, zwaar gehavend van de strijd trok hij naar de verkiezingscommissie in Utrecht en verkondigde daar dat hij niet meer terug hoefde te keren omdat ze in Drenthe verdoemd waren.
Tussen 1212 en 1215 ontving hij van zijn broer bisschop Otto van Gelre de novale tienden uit de nog onbebouwde landen van de Veluwe. Hieruit blijkt dat de Veluwe na deze jaren gedeeltelijk in cultuur is gebracht. Hij gaf in 1227 de Veluwe landrecht.
In 1229 overleed Gerard mogelijk aan zijn verwondingen van de slag bij Ane, volgens Johannes de Beke bij een veldslag dat jaar. Andere bronnen beweren bij een veldslag bij Zutphen dat jaar.

## Voorouders
| Voorouders van Otto II van Gelre | Voorouders van Otto II van Gelre                                       | Voorouders van Otto II van Gelre                                       | Voorouders van Otto II van Gelre                                       | Voorouders van Otto II van Gelre                                       | Voorouders van Otto II van Gelre                                          | Voorouders van Otto II van Gelre                                          | Voorouders van Otto II van Gelre                                       | Voorouders van Otto II van Gelre                                       |
| -------------------------------- | ---------------------------------------------------------------------- | ---------------------------------------------------------------------- | ---------------------------------------------------------------------- | ---------------------------------------------------------------------- | ------------------------------------------------------------------------- | ------------------------------------------------------------------------- | ---------------------------------------------------------------------- | ---------------------------------------------------------------------- |
| Overgrootouders                  | Gerard II van Gelre (1090-1133) ∞ Ermgard van Zutphen (1130-<1179)     | Gerard II van Gelre (1090-1133) ∞ Ermgard van Zutphen (1130-<1179)     | ? (-) ∞ ? (-)                                                          | ? (-) ∞ ? (-)                                                          | Otto IV van Wittelsbach (1090-1156) ∞ Heilika van Pettendorf (1100-1170), | Otto IV van Wittelsbach (1090-1156) ∞ Heilika van Pettendorf (1100-1170), | Lodewijk I van Loon (1107-1171) ∞ 1150 Agnes van Metz (1114-1175/1180) | Lodewijk I van Loon (1107-1171) ∞ 1150 Agnes van Metz (1114-1175/1180) |
| Grootouders                      | Hendrik I van Gelre (1117-1182) ∞ 1186 Agnes van Arnstein (1130-<1179) | Hendrik I van Gelre (1117-1182) ∞ 1186 Agnes van Arnstein (1130-<1179) | Hendrik I van Gelre (1117-1182) ∞ 1186 Agnes van Arnstein (1130-<1179) | Hendrik I van Gelre (1117-1182) ∞ 1186 Agnes van Arnstein (1130-<1179) | Otto I van Beieren (1117-1183) ∞ Agnes van Loon (1150–1191)               | Otto I van Beieren (1117-1183) ∞ Agnes van Loon (1150–1191)               | Otto I van Beieren (1117-1183) ∞ Agnes van Loon (1150–1191)            | Otto I van Beieren (1117-1183) ∞ Agnes van Loon (1150–1191)            |
| Ouders                           | Otto I van Gelre (1150-1207) ∞ 1186 Richarda van Beieren (1173-1231)   | Otto I van Gelre (1150-1207) ∞ 1186 Richarda van Beieren (1173-1231)   | Otto I van Gelre (1150-1207) ∞ 1186 Richarda van Beieren (1173-1231)   | Otto I van Gelre (1150-1207) ∞ 1186 Richarda van Beieren (1173-1231)   | Otto I van Gelre (1150-1207) ∞ 1186 Richarda van Beieren (1173-1231)      | Otto I van Gelre (1150-1207) ∞ 1186 Richarda van Beieren (1173-1231)      | Otto I van Gelre (1150-1207) ∞ 1186 Richarda van Beieren (1173-1231)   | Otto I van Gelre (1150-1207) ∞ 1186 Richarda van Beieren (1173-1231)   |
| Gerard III van Gelre (1185-1229) |                                                                        |                                                                        |                                                                        |                                                                        |                                                                           |                                                                           |                                                                        |                                                                        |